# Semiothisa retectata
Semiothisa retectata là một loài bướm đêm trong họ Geometridae.